# Iosif Bologa
Iosif Bologa (d. 6 iunie 1937, Brașov) a fost o personalitate importantă care a luptat în slujba idealului național în străinătate în 1918. :p. 133

## Biografie
A fost profesor.  Între 1917-1918 a fost membru al Biroului de Presă al Legației române din Stockholm. La 1918 a dus o activitate în străinătate în slujba idealului național. După Marea Unire a fost director al liceului „Andrei Șaguna” din Brașov. A murit la 6 iunie 1937, în Brașov. :p. 133